# San Cristóbal (Buenos Aires)
San Cristóbal es uno de los cuarenta y ocho barrios de la Ciudad Autónoma de Buenos Aires, capital de la República Argentina. Situado en la Comuna 3.

## Geografía
El barrio de San Cristóbal está delimitado por las avenidas Independencia, Entre Ríos, Juan de Garay y la calle Sánchez de Loria. Limita con los barrios de Balvanera al norte, Constitución al este, Parque Patricios al sur, y Boedo al oeste.
Las líneas de subte E y H lo atraviesan. Se encuentra en la zona este de la ciudad, muy próxima al casco antiguo y parte del actual barrio está dentro de la zona demarcada por el fundador Juan de Garay como límites de la ciudad.
Tiene una superficie de 2,1 km² y una población de 48,611 habitantes (Indec, 2010), lo que le otorga una densidad poblacional de 23.148 habitantes por km².

## Historia
Recibe su estatus en 1869, fruto de la nueva división parroquial de Buenos Aires, junto con San Telmo, Santa Lucía, Del Pilar, San Miguel, Balvanera y Catedral al Sur. Un censo cercano arroja una cifra aproximada a 3.171 habitantes repartidos en unas 392 casas. Para el año 1887, solo 18 años después, el barrio tenía más de 37.000 habitantes y unas 3.200 casas. Un tercio de los habitantes eran extranjeros. Se erigió como barrio recién en 1884, cuando fue construido su templo.
En 1885, en la esquina de las avenidas Independencia y Entre Ríos, se crea el Mercado San Cristóbal, que sigue vigente en la actualidad y es el más antiguo de la ciudad.
El 7 de enero de 1919, los trabajadores en huelga de los talleres metalúrgicos Vasena son baleados en masa por la policía y mueren cuatro de ellos. Los Talleres estaban en la calle La Rioja y Cochabamba (donde actualmente se encuentra la Plaza Martín Fierro). Conocido como la Semana Trágica o el "Enero Rojo" (en alusión tanto a la sangre como a los huelguistas anarquistas y marxistas), este episodio es registrado como uno de los inaugurales de las luchas obreras en la Argentina.
En 1972 se fijan los límites definitivos del barrio. Con la construcción de la Autopista 25 de Mayo en 1980 muchos edificios de la ciudad fueron demolidos y la fisonomía del barrio se modificó.

## Características

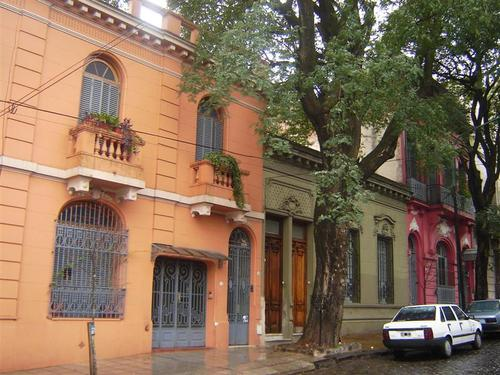
Arquitectura art nouveua, típica de San Cristóbal.

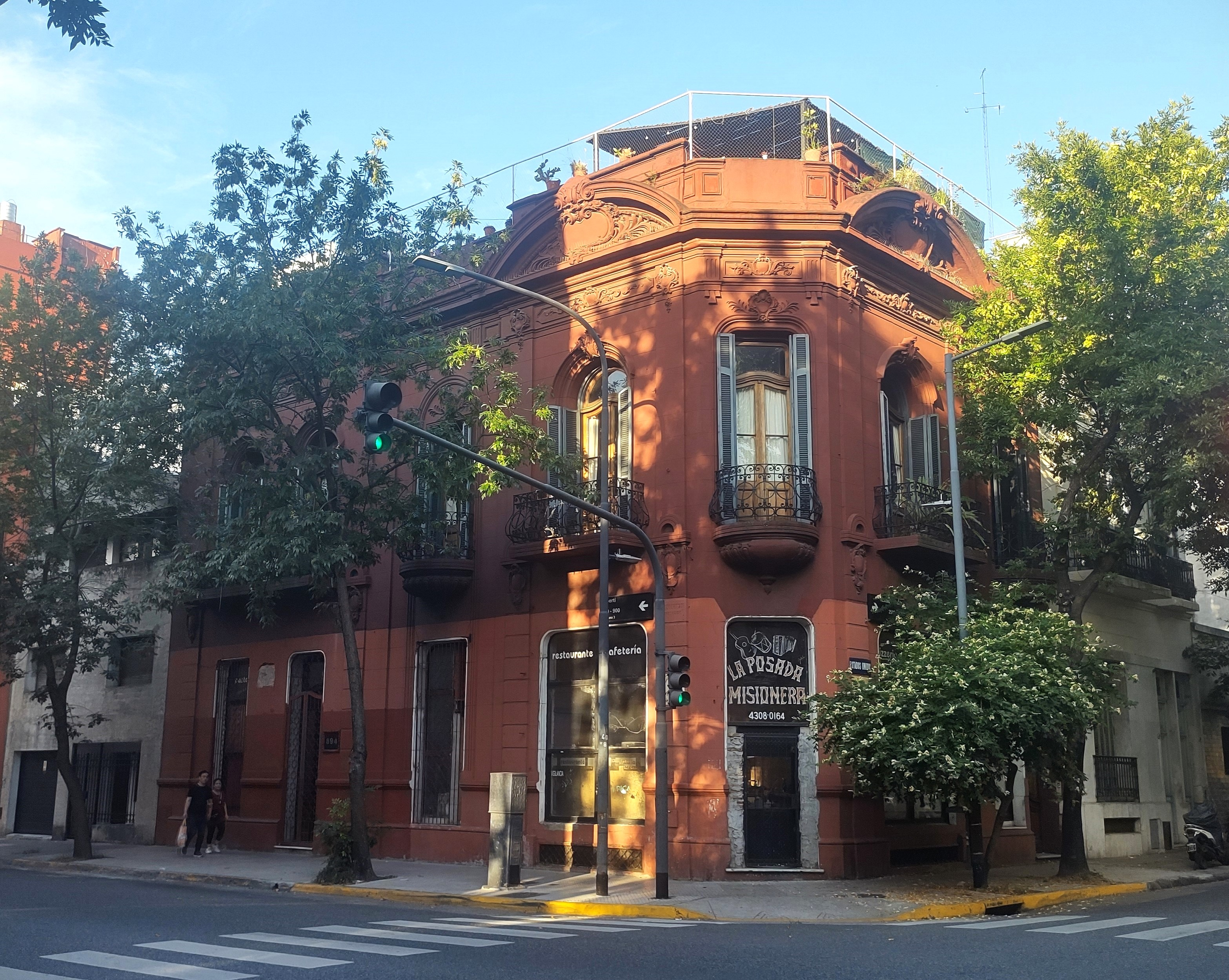
Bar La Posada Misionera, San Cristóbal, en Alberti y Estados Unidos.

San Cristóbal es un barrio con pocos espacios verdes, y la plaza Martín Fierro es uno de los más importantes.
Uno de sus edificios característicos es el Hospital de Oftalmología Santa Lucía, sito en la Av. San Juan al 2000.
Entre los establecimientos educativos, cabe destacar el prestigioso y longevo Instituto Nuestra Señora Del Huerto, ubicado en la manzana de la avenida Independencia, Rincón y los Estados Unidos. También el colegio público Normal Superior Número 8 Julio Argentino Roca, sito en La Rioja y Humberto I, y el colegio San Cristóbal, ubicado en la Av. San Juan y Av. Jujuy. Y el Colegio Argentino Árabe Islámico "Omar Bin Al Jattab" en Humberto I entre La Rioja y Urquiza (abierto a toda la comunidad). 
Allí se encuentra el Club Deportivo San Cristóbal, que representa al barrio en eventos deportivos, sociales y culturales; mismo funciona en Constitución 2884.
Otro sitio de interés en este barrio, es el edificio conocido como Pavón 2444, ubicado en la Avenida Pavón a la altura mencionada. En dicho edificio funcionaron desde su inauguración en 1961 hasta 2016, las oficinas centrales, estudios mayores y planta de transmisión del Canal 11 de Buenos Aires. En este edificio comenzaron las primeras emisiones con el nombre de Dicon TV, para luego ser denominado Teleonce. Tras ser pasada a la órbita del Estado, la señal pasó a ser identificada simplemente como Canal 11 hasta 1990, en el cual, tras haber sido adjudicada la privatización de la señal a la productora Televisión Federal S.A., pasó a denominarse Telefé.
Otro edificio emblemático del barrio es el Centro Islámico de la República Argentina (CIRA), primer centro de la comunidad islámica, en Av. San Juan 3053 (entre La Rioja y Urquiza). En él se realizan diversas actividades sociales y culturales abiertas a la comunidad. Detrás, sobre la calle Humberto I, se encuentra la entrada del Colegio Argentino Árabe Islámico.

## Comunidades
San Cristóbal alberga diferentes comunidades. Los inmigrantes sirios se localizaron en la zona, estableciendo comercios que más tarde serían bazares gastronómicos. A fines del siglo XIX, asimismo, era uno de los barrios en que se concentraba la población afro de Buenos Aires.